# Fifty Shades Darker: Original Motion Picture Soundtrack
Fifty Shades Darker: Original Motion Picture Soundtrack là một album nhạc phim của phim Fifty Shades Darker (2017), một chuyển thể từ cuốn tiểu thuyết cùng tên của nhà văn E. L. James. Album được phát hành bởi Republic Records vào ngày 10 tháng 2 năm 2017.

## Đĩa đơn
Đĩa đơn mở đường, "I Don't Wanna Live Forever", một sản phẩm hợp tác giữa Taylor Swift và Zayn Malik, được phát hành vào ngày 9 tháng 12 năm 2016. Đĩa đơn đạt vị trí thứ 2 trên Billboard Hot 100. Video âm nhạc của bài hát ra mắt ngày 27 tháng 1 năm 2017. Đĩa đơn chính thức thứ hai, "Not Afraid Anymore" do Halsey thể hiện, được phát hành ngày 13 tháng 1 năm 2017, và đạt vị trí thứ 77 trên Hot 100. Các bài hát "Bom Bidi Bom" của Nick Jonas cùng Nicki Minaj và "Helium" của Sia lần lượt đạt vị trí thứ 54 và 71 trên Hot 100.

## Danh sách bài hát
| Fifty Shades Darker — Phiên bản tiêu chuẩn | Fifty Shades Darker — Phiên bản tiêu chuẩn                            | Fifty Shades Darker — Phiên bản tiêu chuẩn                                    | Fifty Shades Darker — Phiên bản tiêu chuẩn | Fifty Shades Darker — Phiên bản tiêu chuẩn |
| STT                                        | Nhan đề                                                               | Sáng tác                                                                      | Sản xuất                                   | Thời lượng                                 |
| ------------------------------------------ | --------------------------------------------------------------------- | ----------------------------------------------------------------------------- | ------------------------------------------ | ------------------------------------------ |
| 1.                                         | "I Don't Wanna Live Forever" (trình bày bởi Zayn và Taylor Swift)     | Taylor Swift Sam Dew Jack Antonoff                                            | Antonoff                                   | 4:05                                       |
| 2.                                         | "Not Afraid Anymore" (trình bày bởi Halsey)                           | Halsey DaHeala The Messengers                                                 | The Messengers DaHeala                     | 3:46                                       |
| 3.                                         | "Pray" (trình bày bởi JRY hợp tác với Rooty)                          | H. Mills Julian Bunetta C. Knight John Ryan Teddy Geiger Ruth-Anne Cunningham | Knight Mills                               | 3:20                                       |
| 4.                                         | "Lies in the Dark" (trình bày bởi Tove Lo)                            | Tove Lo Mike Riley Grades                                                     | Jason Gill Riley Grades                    | 3:41                                       |
| 5.                                         | "No Running from Me" (trình bày bởi Toulouse)                         | Toluwanimi Adeyemo                                                            | Toulouse                                   | 3:11                                       |
| 6.                                         | "One Woman Man" (trình bày bởi John Legend)                           | Toby Gad John Stephens                                                        | Gad                                        | 4:04                                       |
| 7.                                         | "Code Blue" (trình bày bởi The-Dream)                                 | Tricky Stewart The-Dream                                                      | Stewart The-Dream                          | 4:45                                       |
| 8.                                         | "Bom Bidi Bom" (trình bày bởi Nick Jonas và Nicki Minaj)              | Jason Evigan Breyan Isaac Marcel Botezan Sebastian Barac Nicki Minaj          | Evigan Isaac                               | 3:34                                       |
| 9.                                         | "Helium" (trình bày bởi Sia)                                          | Sia Chris Braide                                                              | Braide Oliver Kraus                        | 4:12                                       |
| 10.                                        | "Cruise" (trình bày bởi Kygo hợp tác với Andrew Jackson)              | Kygo Andrew Jackson                                                           | Kygo                                       | 3:44                                       |
| 11.                                        | "The Scientist" (trình bày bởi Corinne Bailey Rae)                    | Coldplay                                                                      | Corinne Bailey Rae SJ Brown                | 3:16                                       |
| 12.                                        | "They Can't Take That Away from Me" (trình bày bởi José James)        | George Gershwin Ira Gershwin                                                  | Don Was                                    | 2:04                                       |
| 13.                                        | "Birthday" (trình bày bởi JP Cooper)                                  | JP Cooper Teemu Brunila                                                       | Brunila                                    | 3:23                                       |
| 14.                                        | "I Need a Good One" (trình bày bởi The Avener hợp tác với Mark Asari) | The Avener Mark Asari Greatness Jones                                         | The Avener                                 | 3:48                                       |
| 15.                                        | "Empty Pack of Cigarettes" (trình bày bởi Joseph Angel)               | Jimmy Messer Joseph Angel                                                     | Messer Angel                               | 3:51                                       |
| 16.                                        | "What Would It Take" (trình bày bởi Anderson East)                    | Michael Anderson Aaron Raitere                                                | Anderson East Raitere                      | 3:59                                       |
| 17.                                        | "What Is Love?" (trình bày bởi Frances)                               | Frances                                                                       | Steve Fitzmaurice Frances                  | 4:07                                       |
| 18.                                        | "On His Knees" (trình bày bởi Danny Elfman)                           | Danny Elfman                                                                  | Elfman                                     | 2:50                                       |
| 19.                                        | "Making It Real" (trình bày bởi Danny Elfman)                         | Elfman                                                                        | Elfman                                     | 2:08                                       |
| Tổng thời lượng:                           | Tổng thời lượng:                                                      | Tổng thời lượng:                                                              | Tổng thời lượng:                           | 67:46                                      |

| Fifty Shades Darker — Phiên bản cao cấp tại Target | Fifty Shades Darker — Phiên bản cao cấp tại Target                    | Fifty Shades Darker — Phiên bản cao cấp tại Target | Fifty Shades Darker — Phiên bản cao cấp tại Target | Fifty Shades Darker — Phiên bản cao cấp tại Target |
| STT                                                | Nhan đề                                                               | Sáng tác                                           | Producer(s)                                        | Thời lượng                                         |
| -------------------------------------------------- | --------------------------------------------------------------------- | -------------------------------------------------- | -------------------------------------------------- | -------------------------------------------------- |
| 15.                                                | "What Would It Take" (trình bày bởi Anderson East)                    | Michael Anderson Aaron Raitere                     | Anderson East Raitere                              | 3:59                                               |
| 16.                                                | "What Is Love?" (trình bày bởi Frances)                               | Frances                                            | Steve Fitzmaurice Frances                          | 4:07                                               |
| 17.                                                | "On His Knees" (trình bày bởi Danny Elfman)                           | Danny Elfman                                       | Elfman                                             | 2:50                                               |
| 18.                                                | "Making It Real" (trình bày bởi Danny Elfman)                         | Elfman                                             | Elfman                                             | 2:08                                               |
| 19.                                                | "Kiss Me" (trình bày bởi Rita Ora)                                    |                                                    |                                                    | 3:52                                               |
| 20.                                                | "I've Got You Under My Skin" (trình bày bởi José James)               |                                                    |                                                    | 3:42                                               |
| 21.                                                | "Living Hand to Mouth" (trình bày bởi Little Charlie & the Nightcats) |                                                    |                                                    | 3:20                                               |

## Charts
Album mở đầu tại vị trí quán quân trên Billboard 200 với 123,000 đơn vị trong tuần kết thúc ngày 16 tháng 2 năm 2017.
| Bảng xếp hạng (2017)                     | Vị trí cao nhất |
| ---------------------------------------- | --------------- |
| Album Úc (ARIA)                          | 1               |
| Album Áo (Ö3 Austria)                    | 1               |
| Album Bỉ (Ultratop Vlaanderen)           | 4               |
| Album Bỉ (Ultratop Wallonie)             | 5               |
| Album Canada (Billboard)                 | 1               |
| Album Đan Mạch (Hitlisten)               | 2               |
| Album Hà Lan (Album Top 100)             | 12              |
| Album Phần Lan (Suomen virallinen lista) | 1               |
| Album Đức (Offizielle Top 100)           | 3               |
| Greek Albums (IFPI)                      | 46              |
| Album Hungaria (MAHASZ)                  | 11              |
| Italian Compilation Albums (FIMI)        | 4               |
| Mexican Albums (AMPROFON)                | 13              |
| Album New Zealand (RMNZ)                 | 4               |
| Album Na Uy (VG-lista)                   | 1               |
| Album Ba Lan (ZPAV)                      | 2               |
| Spanish Albums (PROMUSICAE)              | 10              |
| Album Thụy Sĩ (Schweizer Hitparade)      | 3               |
| Album Hoa Kỳ Billboard 200               | 1               |

| Bảng xếp hạng (2017)               | Vị trí |
| ---------------------------------- | ------ |
| Australian Albums (ARIA)           | 51     |
| Austrian Albums (Ö3 Austria)       | 39     |
| Danish Albums (Hitlisten)          | 55     |
| German Albums (Offizielle Top 100) | 66     |
| Swiss Albums (Schweizer Hitparade) | 86     |
| US Billboard 200                   | 69     |

## Chứng nhận
| Quốc gia                                                                                             | Chứng nhận | Số đơn vị/doanh số chứng nhận |
| --- | ---------- | ----------------------------- |
| Brasil (Pro-Música Brasil)                                                                           | Vàng       | 30,000‡                       |
| Ba Lan (ZPAV)                                                                                        | Vàng       | 10.000‡                       |
| Hoa Kỳ (RIAA)                                                                                        | Vàng       | 500.000‡                      |
| * Chứng nhận dựa theo doanh số tiêu thụ. ‡ Chứng nhận dựa theo doanh số tiêu thụ và phát trực tuyến. |            |                               |